# Katolikus egyháztörténeti kronológia
A katolikus egyháztörténet a római katolikus egyház egyetemes történetével foglalkozik.

## Keresztény ókor

### Az alapítástól a felszabadulásig (kb. Kr. e. 4 – Kr. u. 312)
- Kr. e. 4 előtt: Jézus születése. Lukács evangéliuma szerint Betlehem városában született a Júdeában uralkodó Nagy Heródes, illetve Augustus római császár idején. Anyja Mária szűzen foganta a Szentlélek ereje által. A keresztények Jézusban látják Isten megtestesülését, az Isten Fiát.
  - Dionysius Exiguus a 6. században Jézus születését arra az időpontra tette, amelytől az időszámítást vesszük, azaz Kr. u. 1-re. Viszont ez a számítás – más adatokkal összevetve – nem állja meg a helyét, és inkább Kr. e. 6 és 4 között történhetett.
- 26-29 körül: Jézus megkeresztelkedése, nyilvános fellépésének kezdete. Lukács evangéliuma szerint ez Tiberius császár uralkodásának 15. esztendejében történt. A tizenkét apostol kiválasztása. Simont elnevezi „sziklának”, azaz Péternek (Petrusnak), és neki igéri a „mennyek országának kulcsait”, ami a katolikus tanítás szerint az Egyház vezetésére való kinevezés. Megkezdődik Jézus igehirdetése (például Hegyi beszéd), működését csodatettek követik.

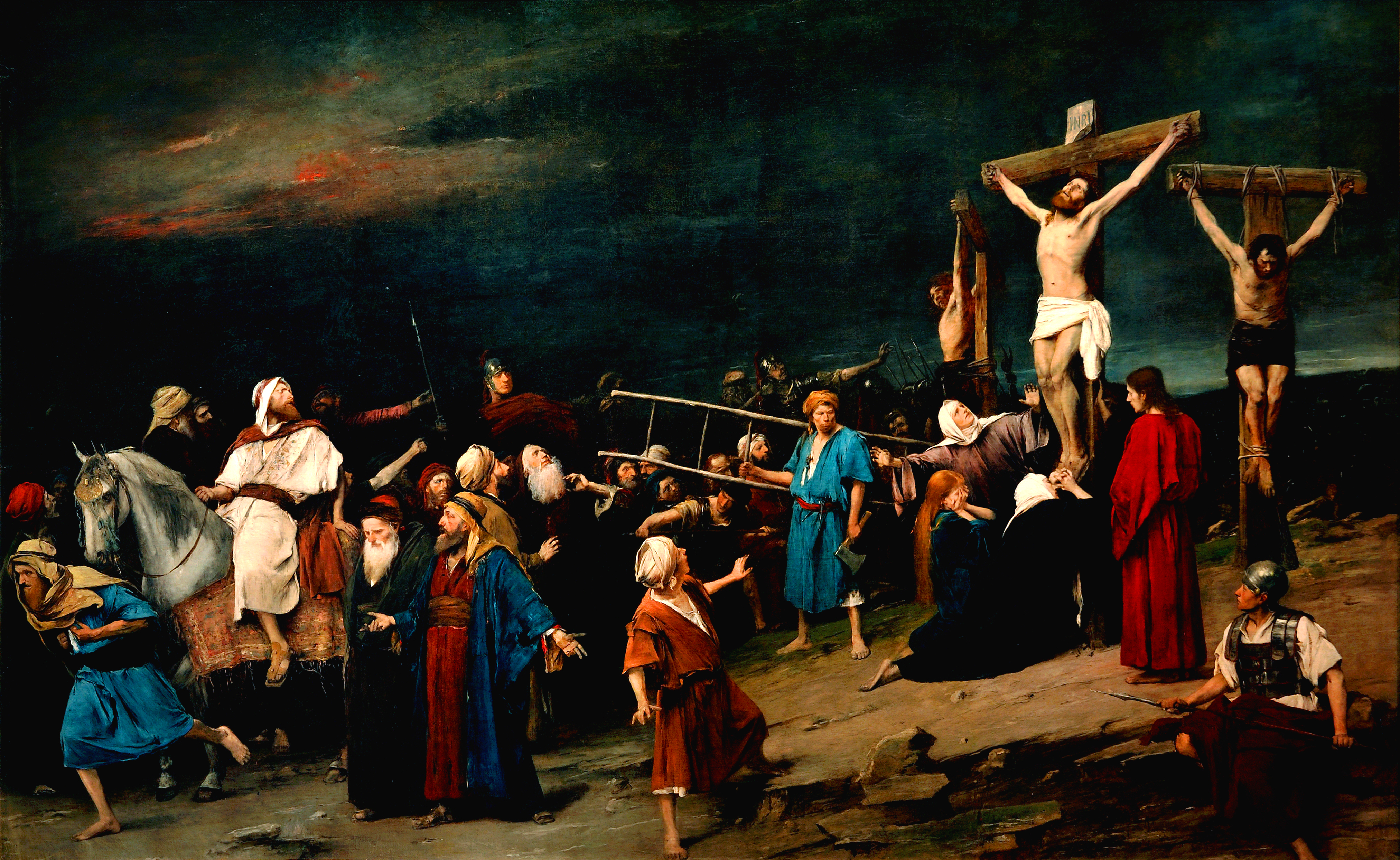
Jézus kereszthalála. (Munkácsy Mihály)

- 30-33 körül: Jézust Poncius Pilátus, Júdea római helytartója, Tiberius császár és Heródes Antipász uralkodása alatt elfogják Jeruzsálemben, miután a Kaifás főpap vezetése alatt álló Szanhedrin bevádolta őt istenkáromlásért. A rómaiak lázadás és lázítás politikai bűntette miatt keresztre feszítik, amire a keresztjére tett felirat utal: „A Názáreti Jézus, a zsidók királya”. Három nap múlva – tanítványainak tanúvallomásai szerint – „Isten feltámasztotta a halálból”,[1] avagy "feltámadt".[2] Jézus számos tanú előtt megjelent.[3] Péterre bízta nyájának vezetését,[4] és megparancsolta az apostoloknak, hogy „Menjetek tehát, tegyétek tanítványommá mind a népeket! Kereszteljétek meg őket az Atya és a Fiú és a Szentlélek nevére, és tanítsátok meg őket mindannak a megtartására, amit parancsoltam nektek. S én veletek vagyok mindennap, a világ végéig.” (Mt 28,19-20). Ezután – a feltámadását követő negyvenedik napon – "felment a mennybe".[5] Tíz nappal később (pünkösdkor) Péter első igehirdetésére 3000 ember keresztelkedik meg. Innentől kezdve Jézus tanításait megismerik az egész Római Birodalomban, és egyre többen kezdik el ezeket követni. Az apostolok egyházakat alapítanak a különböző városokban, amelyeket ők maguk, vagy kinevezett tanítványaik vezetnek. A keresztény hagyomány tanúsítja, hogy Rómában az egyházat Szent Péter alapította, és ő volt az első vezetője, püspöke.
- 34 körül: Szent István diakónus, első keresztény vértanú megkövezése Jeruzsálemben.
- 34-36 körül: Pál apostol megtérése.
- 41 körül: A Heródes Agrippa-féle keresztényüldözés.
- 43 körül: Péter apostol Rómába menekül, és ott egyházat alapít.
- 45 körül: Pál apostol elindul első missziós útjára.
- 50 körül: Egyházi zsinat Jeruzsálemben.
- 50-55 körül: Máté evangéliumának hagyományos dátuma.[6]
- 50-66: Pál apostol levelei.
- 52 körül: Tamás apostol megérkezése Indiába.
- 55-62 között: Márk evangéliumának dátuma.[7]
- 63 körül: Lukács evangéliumának és az Apostolok cselekedeteinek hagyományos dátuma.[8]
- 64 körül: Nero császár a nagy római tűzvész után elkezdi a keresztényüldözéseket, amelyek megszakításokkal 313-ig fognak tartani.
- 64-67 körül: Szent Péter és Szent Pál mártírhalála Rómában.
- 70: Jeruzsálem bevétele és a Templom lerombolása.
- 72 körül: Szent Tamás apostol vértanúsága Milapurban.
- 92-96: A Domitianus-féle üldözés. Szent János apostol megírja Jelenések könyvét.[9]
- 96 körül: Kelemen első levelének hagyományos dátuma, amelyben I. Kelemen pápa ír a korinthoszi egyháznak.
- 96-98 körül: Szent János megírja evangéliumát.[10]
- 100 körül: Szent János apostol, Krisztus apostolai közül utolsóként meghal Efezusban.
- 107-110 körül: Antiochiai Szent Ignác vértanúhalála. Nem sokkal kivégzése előtt írt levelében (Levél a szmirnaiakhoz, 8,2) elsőként használja a „katolikus egyház” kifejezést. Ebben, és másik hat levelében hitet tesz többek között még Jézus istensége, a Szentháromság, a püspöki tekintély, az Eucharisztia mellett, és élesen felkel az eretnekek ellen.
- 150 körül: A Szentírás görög szövegeinek latin fordításai (az úgynevezett Vetus Latina) elterjednek a nem görögül beszélő közösségekben.
- 155 körül: Markión, a gnosztikus Valentinus és a karizmatikus montanisták tanításai szakadásokat okoztak az egyházi közösségben. Antoninus Pius és Marcus Aurelius alatt is folytatódnak a keresztényüldözések a Római Birodalomban, amelynek áldozatul esik Szmirnai Szent Polikárp (155), Szent Jusztinusz (163) és a lyoni vértanúk (177).
- 180 körül: Szent Iréneusz az Adversus Haereses című művében meghatározza az "eretnek" szó fogalmát, valamint elsőként próbál meg választ adni a gnosztikus és más, a katolikus tanítástól eltévedt eretnekségek tanításaira.
- 195 körül: I. Viktor pápa kiközösíti a quartodecimánus kis-ázsiai egyházakat a húsvéti vita során. Néhányan úgy gondolják, hogy ő az első pápa, aki a görög nyelv helyett már latinul misézett.[11]
- 200 előtt: A Muratori kánon.
- 200 körül: Tertullianus, az első nagy, latinul író keresztény, aki olyan latin terminusokat használt, mint a „Trinitas”, „tres Personae”, „una substantia”, „sacramentum”.
- 211: Alexandriai Szent Kelemen halála.
- 250. január 20.: Decius császár egy általánosan érvényes keresztényüldöző rendeletet ad ki Rómában. Fabianus pápa mártírhalála.
- 250: Fabianus pápa mártírhalála előtt hét püspököt küld Rómából Galliába, hogy hirdessék az evangéliumot.
- 254: Órigenész mártírhalála.
- 254-256: Az eretnekek keresztségéről folyó vita I. István pápa és Cyprianus között.
- 257-258: Valerianus császár üldözési rendeletei. Szent Cyprianus vértanúhalála.
- 270-275 körül: Remete Szent Antal visszavonul a pusztába, majd megszervezi a szerzetesi életet.
- 293-305: A diocletianusi „nagy üldözés”. Számtalan vértanú halála, pl.: Szent György, Szent Sebestyén, Szent Januarius, Szent Ágnes, Szent Kozma és Szent Damján.

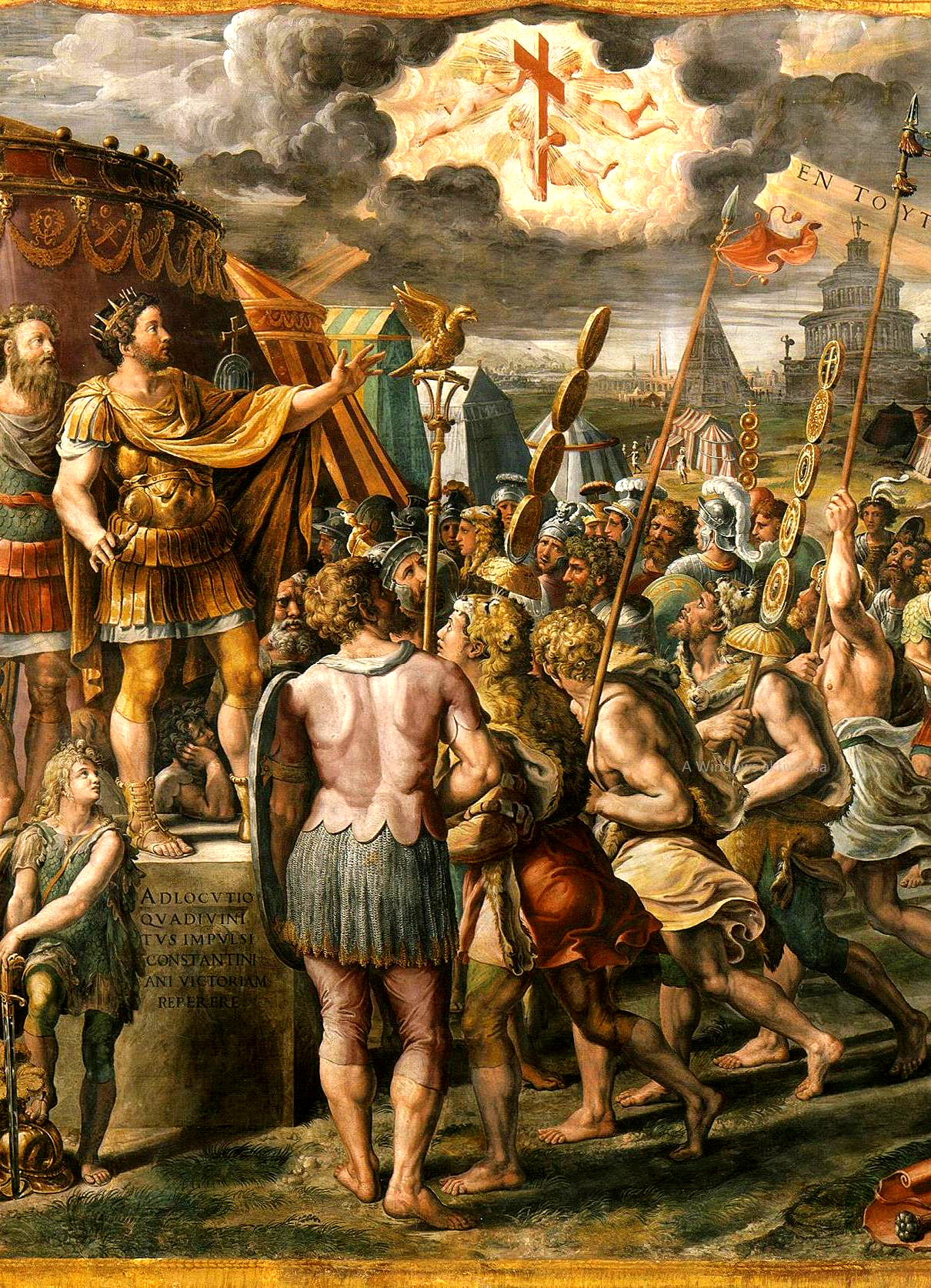
„In hoc signo vinces”, (E jelben győzni fogsz) I. Constantius római császár látomása a Milvius-hídi csata előtt

- 305: I. Constantius Chlorus nyugaton megszünteti a keresztényüldözéseket.
- 305-311: Galerius császár keleten folytatja a keresztények üldözését, de 311-ben, halálos ágyán kiadja türelmi rendeletét. Utóda, Maximinus Daia ezt figyelmen kívül hagyja, és folytatja az üldözést.
- 312. október 28.: Konstantin császár győzelmet arat a milviusi hídnál. A hagyomány úgy tartja, hogy a csata előtti éjjelen Konstantinnak látomása volt, mely szerint Krisztus jele alatt győzni fog. Ezért másnap katonái a görög „Krisztus” szó (ΧΡΙΣΤΌΣ) első két betűjét (a khí-t és a ró-t) tették pajzsukra. A győztes csata után Konstantin törvényessé tette a kereszténységet az egész Római Birodalomban. Ő maga azonban csak nem sokkal halála előtt keresztelkedett meg.

### Az Egyház felszabadulásától a II. Trulloszi Zsinatig (313-692)

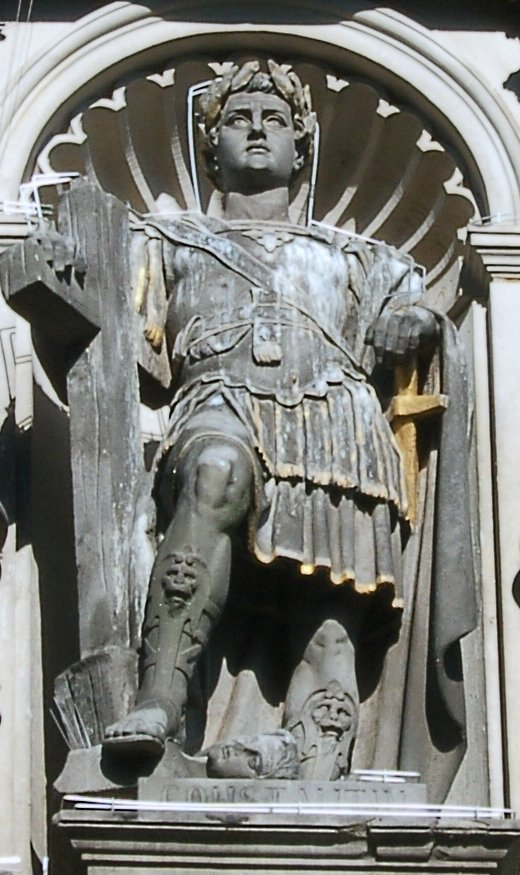
Nagy Konstantin császár szobra Hamburgban (Engelbert Peiffer)

- 313: A keresztényüldözések megszűnése. Nagy Konstantin és Licinius a milánói ediktumban kijelenti, hogy a Római Birodalom semleges marad a vallások felé. Ezzel a kereszténységnek teljes vallás- és kultuszszabadságot biztosított, azaz engedélyezett vallás (religio licita) lett. Az Egyház visszakapta az elkobzott vagyonát is.
- 318: Áriusz elkezdi hirdetni nézeteit Alexandriában, amelyek gyorsan terjedni kezdenek az Egyházon belül.
- 321: Az Egyház vagyonhoz való jogának elismeréseként Konstantin császár Miltiádész pápának ajándékozza a lateráni palotát. A Lateráni Bazilika (Üdvözítőnk Bazilikája) a római püspök székhelye lett. Konstantin a vasárnapot állami ünnepnappá nyilvánítja.
- 323: Szent Pakhómiosz megalapítja kolostorát.
- 324. november 3.: Konstantin császár lerakja Byzantium (Konstantinápoly), a Római Birodalom új fővárosának alapjait.
- 325: Kirobban az ariánus vita Alexandriában, ami széles körű erőszakhoz és szakadásokhoz vezetett a kereszténységen belül.
- 325. június 19.:[12] Összehívják az első egyetemes zsinatot Nikaiában, ahol elítélik az arianizmust. Megfogalmazzák a Niceai hitvallást, amelyben megvallják az Egyház Szentháromságban való hitét.
- 326. november 18.: I. Szilveszter pápa felszenteli a Szent Péter-bazilikát, amelyet Nagy Konstantin építtetett az apostol sírja fölé.
- 330. május 11.: Konstantinápolyt ünnepélyesen felavatják, és Konstantin átteszi ide székhelyét, Új-Rómának nevezve azt.
- 337. május 22.: Nagy Konstantin halála.
- 340: Euszébiosz, a történetíró halála.
- 340-350: Nagy harcok az arianizmussal.
- 342 körül: A majdnem egyetemessé váló szerdikai (ma Szófia) zsinat kimondta Róma legfelsőbb egyházi hatalmát, és a római püspöknek adta jogot a legfelsőbb bíráskodásra, beleértve a püspöki székek ügyeit is.
- 360: Iulianus, "Apostata" az utolsó nem-keresztény császár uralkodásának kezdete. A pogányság visszatérésének kísérlete. A római hagyományok Iulianus-féle helyreállítási programjának része lett a keresztény hit elleni harc. Uralkodása elején Iulianus ezért egyetemes toleranciát hirdető ediktumot adott ki. Ennek része volt a keresztény egyház adómentességének és a püspökök bíráskodási jogának megszüntetése.
- 367: Poitiers-i Szent Hilár halála.
- 367: Nagy Szent Athanasziosz húsvéti levelében először sorolja fel a Biblia kánonját a ma is ismert összeállításban.
- 370 körül: Nagy Szent Vazul újjászervezi a szerzetességet.
- 373: Szent Athanasziosz halála.
- 380. február 27.: Nagy Theodosius császár a De Fide Catolica ediktumával kizárólagos államvallássá teszi a kereszténységet.
- 380. november 24.: Theodosius császár megkeresztelkedik.
- 381: Az I. konstantinápolyi zsinat. Az arianizmus ellen, illetve a Szentlélek istenségének határozottabb kimondása. Elnyeri végleges formáját a Nicea–konstantinápolyi hitvallás, amely máig a kereszténység egyik legelterjedtebb hitvallása, és a katolikus Egyház hivatalos hitvallásainak egyike.
- 382: A római zsinat, I. Damasus pápa alatt lefektette a Biblia kánonját, felsorolva az Ószövetség és az Újszövetség elfogadható könyveit.
- 390: Szent Ambrus, Milánó püspöke kiközösíti I. Theodosius császárt a szalonikii vérengzés miatt. A császár alávetette magát az Egyháznak és bűnbánatot tartott, miután Ambrus visszafogadta. Nazianzoszi Szent Gergely halála.
- 391: Theodosius rendeletével betiltja az összes pogány szertartást.
- 397: Tours-i Szent Márton és Szent Ambrus halála.
- 400: Kiadják Szent Jeromos latin bibliafordítását, a Vulgatát. Az Ó- és Újszövetségi könyvek e roppant fontos összeállítása vált a ma is használatos katolikus bibliafordítások alapjává.
- 410. augusztus 24.: Az Alarik vezette vizigótok feldúlják és kifosztják Rómát.
- 430. augusztus 28.: Hippói Szent Ágoston halála.
- 431. június 22.: Az Efezusi egyetemes zsinat Nesztoriosz ellen kijelenti, hogy Jézus egyidejűleg mind ember, mind Isten, amellyel tisztázták a Szentháromságban betöltött szerepét. Deklarálták azt is, hogy Mária Istennek Anyja (Theotokosz), valamint, hogy a niceai hitvallás végleges, és szent szöveg.
- 451. október 8. – november 1.: A Khalkédóni zsinat monofiziták ellen dogmaként mondja ki – I. Leó pápa dogmatikus levele alapján -, hogy Krisztus egy személy két természetben, keveredés nélkül. Eutychést kiközösítik, és mindez a keleti egyházak szakadásához vezet. A zsinat megerősíti újból, hogy Jézus valóságos Isten és valóságos ember, valamint, hogy Szűz Mária az Isten Anyja.
- 452: Nagy Szent Leó pápa találkozik Attilával, a hunok vezérével, és megállítja őt Mantovánál, lebeszélve Róma feldúlásáról.
- 455: A vandálok kifosztják Rómát.
- 461: Szent Patrik, Írország apostolának halála.
- 476. szeptember 4.: Romulus Augustulus lemondott a trónjáról, ami a Nyugatrómai Birodalom bukását jelenti. Az ókori Egyház központja a Keletrómai, azaz Bizánci Császárság fővárosa, Konstantinápoly felé mozdult el. Ez vezetett végül oda, hogy az Egyház az keleti és nyugati részre oszlott a 11. században.
- 496: I. Klodvig, frank király katolikus hitre tér.
- 502: Symmachus pápa előírja, hogy világi ember nem szavazhat a pápára, valamint, hogy csak a magasabb klérusból lehet jelöltet állítani.
- 529: Nursiai Szent Benedek megírja reguláját – ami a mai nyugati szerzetesség alapja -, és megalapítja monostorát Monte Cassinón.
- 529: Elkészül Justinianus császár törvénykönyve, a Corpus Iuris Civilis, azaz a római joggyűjtemény első része.
- 533. január 2.: Mercuriust választják meg pápának. Ő volt az első pápa, aki uralkodói nevet vett fel, s így lett II. János pápa. I. Justinianus bizánci császár hozzá folyamodott egy teológiai vita megoldásáért, és hűséget is fogadott neki.
- 533: A Digesta, a Corpus Iuris Civilis második részének a kiadása. Az első rész törvényerőre emelkedik.
- 536: Belizár (Belisarius), Justinianus császár hadvezére visszafoglalja Rómát az osztrogótoktól.
- 553: A II. konstantinápolyi zsinat elítéli Órigenész tévedéseit, és az ún. „Három fejezet”-et, valamint megerősíti az első négy egyetemes zsinat döntéseit.
- 590: Nagy Szent Gergely pápa megválasztása. Megreformálja az egyházkormányzatot és az adminisztrációt. A gregorián énekek bevezetése a liturgiába.
- 590: Szent Kolumbán Galliába érkezik 12 társával, és kolostort alapít.
- 596: Gergely pápa elküldi Canterburyi Szent Ágostont a pogány Anglia megtérítésére.
- 638: A muszlimok elfoglalják a keresztény Jeruzsálemet és Szíriát.
- 642: A muszlimok meghódítják Egyiptomot, majd egész Észak-Afrikát.
- 664: A whitby-i zsinat egyesíti a kelta egyházat Angliában a Katolikus Egyházzal.
- 678: Az arabok megostromolják Konstantinápolyt.
- 680: A III. konstantinápolyi zsinat Agatho pápa tanítása alapján elvetette a monotheletizmus tanát.
- 691-692: A II. trulloszi zsinat („Quinisextum”) az egész kereszténységben egyetemessé akarta tenni a bizánci szokásokat. I. Szergiusz pápa, II. Jusztinianosz császár határozott akarata ellenére sem fogadta el a zsinat döntéseit, és a későbbi pápák se. Ettől kezdve a császárok és a pápák viszonyában gyökeres változás kezdődött, illetve a nyugati egyház erőteljesen erősödni, míg a keleti egyház gyengülni kezdett.

## Keresztény középkor

### Korai középkor: A nyugati egyház önállósulásától VII. Gergelyig (692-1073)
- 698: Szent Willibrord megbízást kapott I. Sergius pápától a frízek (Hollandia) megtérítésére, és megalapítva az utrechti egyházat, püspökké szentelte őt.
- 711: A muszlim seregek betörnek Spanyolországba.
- 718: Az angol Szent Bonifác II. Gergely pápától megbízást kap a germánok megtérítésére.
- 726: Elkezdődik a képrombolás (ikonoklazmus) a keleti császárságban. A képek rombolása egészen 843-ig fog tartani.
- 732: A Nyugat-Európa felé tartó muszlim sereget megállítja Martell Károly a franciaországi Poitiers-nél.
- 749: Damaszkuszi Szent János halála. Az Egyházatyák korszakának vége.
- 751: A longobárdok eltörlik a ravennai exarchatust, amellyel ténylegesen eltüntetik a bizánci uralom utolsó nyomait is Közép-Itáliában és Rómában.
- 756: Kis Pippin, a frankok királya birtokadományokkal biztosítja a pápák római uralmának függetlenségét. Megalakul a Pápai Állam.
- 787: A II. nikaiai zsinat elítéli az ikonoklasztákat, és szentesíti a képtiszteletet.
- 793: Lindisfarne monostorának kirablása jelzi a vikingek támadásainak kezdetét a keresztény Európa ellen.

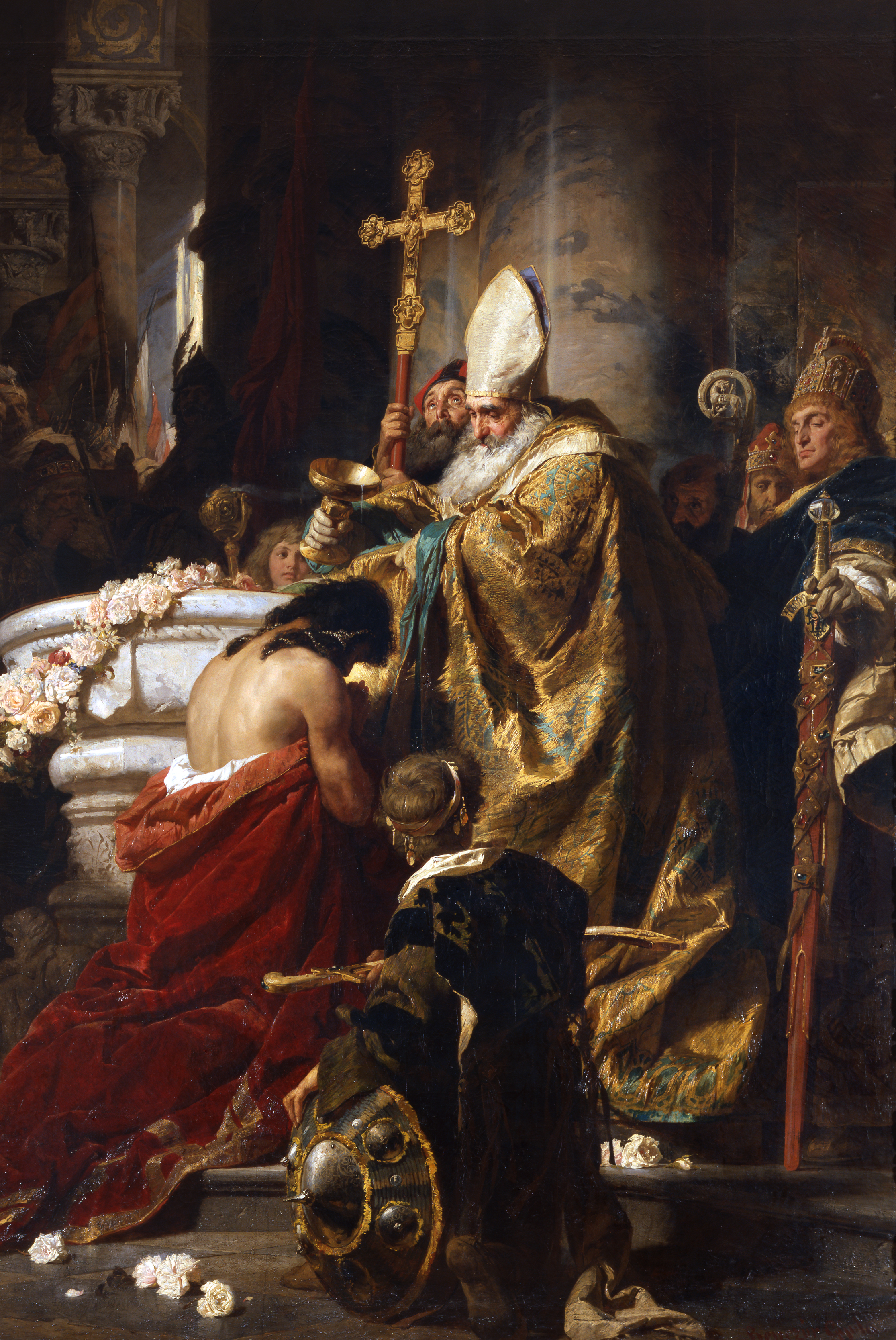
Vajk megkeresztelése (Benczúr Gyula)

- 800. december 25.: A frank Nagy Károlyt a Szent Nyugatrómai Birodalom császárává koronázza III. Leó pápa a Szent Péter Bazilikában.
- 829: Szent Oszkár elkezdi missziós munkáját Dániában és Svédországban. Szent Jakab apostol tiszteletére, sírja fölé bazilika épül Compostellában.
- 863: Photiosz Konstantinápoly pátriárkája elküldi Szent Cirillt és Szent Metódot a szlávok megtérítésére. A két misszionárius lefordítja a Bibliát szláv nyelvre.
- 869: A IV. konstantinápolyi zsinat elítéli Photioszt. Ezt, és a következő nagy zsinatokat már nem fogadják el a Keleti Ortodox Egyházak.
- 910: Cluny bencés monostora megújítja a nyugati szerzetességet. Monostorok alakulnak szerte Nyugat-Európában.
- 948: Bulcsú harka és Tormás (Árpád dédunokája) megkeresztelkedik Bizáncban.
- 953: Az erdélyi Zombor gyula megkeresztelkedik Bizáncban.
- 966: I. Mieszko lengyel király és I. Harald dán király felveszi a keresztséget.
- 974: Gézát, a magyarok nagyfejedelmét egész családjával, és még ötezer magyar előkelőséggel együtt megkereszteli Bruno, Sankt Gallen-i szerzetes.
- 988: Szent I. Vladimir megkeresztelkedik, és Kijev első keresztény nagyfejedelme lesz.
- 1012: Wormsi Burchard befejezi a 12 kötetes kánonjogi kollekcióját a Decretumot.
- 1054. július 16.: A liturgikus, nyelvi és politikai eltérések egy tartós szakadáshoz vezettek Nyugat és Kelet egyházai között, amit nagy egyházszakadásnak nevezünk. A csak tárgyalással megbízott három pápai küldött, Umberto di Silva Candida bíboros, Lotaringiai Frigyes és Péter, Amalfi érseke bementek a Hagia Szophia katedrálisba egy vasárnap délutáni mise közben, és elhelyeztek az oltáron egy Kerulláriosz Mihály pátriárkát kiközösítő bullát. A pátriárka egy összehívott zsinaton szintén kiközösítette „Humbertust és támogatóit”.
- 1059: II. Miklós pápa kiadja határozatát a főként III. Henrik császár óta terjedő invesztitúrák ellen, hogy a pápaválasztás kizárólagos joga a bíborosoké.

### Virágzó középkor: az egyházi élet felvirágzásának kora VIII. Bonifác haláláig (1073-1303)
- 1073. április 22.: A római nép viharos követelésére VII. Gergelyt választják meg pápának. Az új pápa végbeviszi az egyház belső megreformálását. Kitör az invesztitúraharc a pápa és a császár között.
- 1077. január: IV. Henrik német-római császár vezekelve kéri kiközösítésének visszavonását Canossában.
- 1085: Kölni Szent Brúnó megalapítja a szigorú karthauzi rendet.
- 1095. november 27.: II. Orbán pápa szent háborút, azaz keresztes hadjáratot hirdet a keleti keresztények és a szentföldi zarándokok védelmében a clermonti zsinaton.
- 1098: Citeaux-ban Molesmes-i Szent Róbert egy reform monostort alapít, amely a ciszterci rend elterjedésének kiindulópontja.
- 1099: Az első keresztes hadjárat során visszafoglalják Jeruzsálemet a törököktől. A keresztes lovagok megalapítják a Jeruzsálemi Királyságot, és Bouillon Gottfried lotaringiai herceget emelik a trónra. A többségében ortodox népességű egyházmegyékbe latin püspököket neveznek ki.
- 1109: Canterburyi Szent Anzelm halála.
- 1119: 9 francia lovag megalakítja a templomosok rendjét Jeruzsálemben.
- 1120: Szent Norbert megalapítja a premontrei rendet.

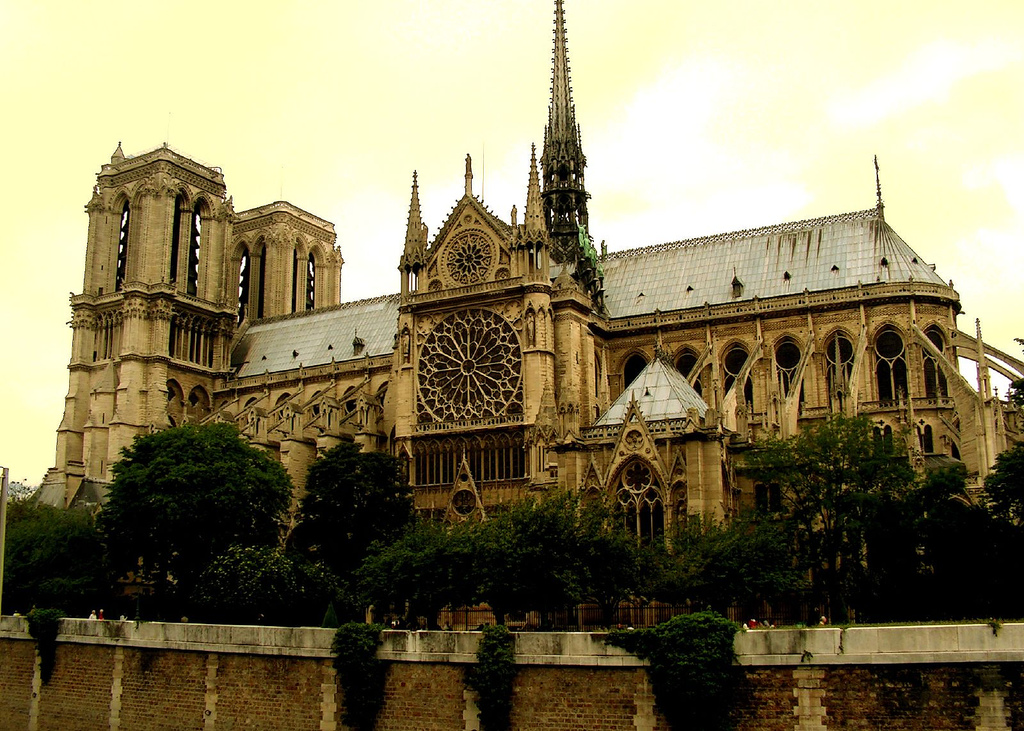
A párizsi Notre-Dame katedrális

- 1123: Az I. Lateráni Egyetemes Zsinat.
- 1137: A Keresztelő Szent János tiszteletére alakult betegápoló intézmény átalakul a johanniták rendjévé.
- 1139: A II. Lateráni Egyetemes Zsinat.
- 1144: A Saint-Denis-i apátság bazilikája: az első gótikus stílusban elkészült épület.
- 1150: A Decretum Gratiani kánonjogi gyűjtemény kihirdetése.
- 1153: Clairvaux-i Szent Bernát halála.
- 1179: A III. Lateráni Egyetemes Zsinat.
- 1187. október 2.: Jeruzsálem ostroma. A Szaladin által vezetett muszlim seregek elfoglalják Jeruzsálemet, és holtpontra juttatta az ellentámadásként indított harmadik keresztes hadjáratot (1189-1192).
- 1190 körül: Megalakulnak a Szent Antal Irgalmas Rendje és a Szentlélek Ispotályosok Rendje betegápoló rendek, akik több ezer kórházat létesítenek Európában.
- 1198. január 8.: III. Ince pápa megválasztása. Pontifikátusát gyakran a pápaság világi hatalmának csúcsaként tekintik.
- 1204. április 13.: A negyedik keresztes hadjárat kifosztja Konstantinápolyt. A konstantinápolyi Latin Császárság megalakulása.

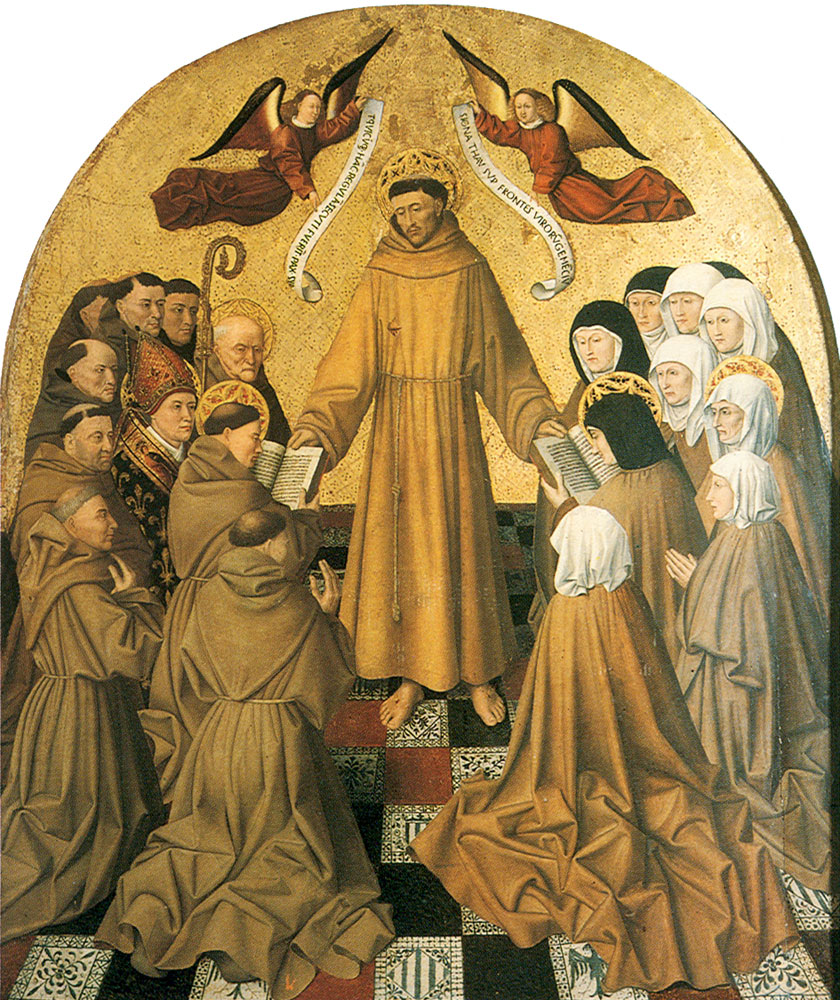
Assisi Szent Ferenc átadja a ferences rend reguláját követőinek (Niccolò Antonio Colantonio)

- 1205: Assisi Szent Ferenc megtér, majd megalapítja a kisebb testvérek ferences rendjét.
- 1215. november 11. – november 30.: A IV. lateráni zsinat.
- 1216: III. Honorius pápa jóvá hagyja Szent Domonkos Prédikátor Testvérek-rendjét, amelynek létszáma 1300-ra kb. 15 ezer lett.
- 1216: Helyreáll az egység a Katolikus és a Maronita egyház között.
- 1229: Az inkvizíció felállítása a Toulouse-i zsinaton, válaszul a katar eretnekségre.
- 1231: IX. Gergely pápa elismeri a párizsi egyetem alapszabályát.
- 1245: Az I. lyoni zsinat, ahol kiközösítették és megfosztották trónjától II. Frigyes német-római császárt.
- 1246: Özséb esztergomi kanonok közös életre hívja össze a dunántúli hegyekben élő remetéket. Pálosoknak nevezik el őket.
- 1274: Aquinói Szent Tamás és Szent Bonaventura halála.
- 1274: A II. lyoni zsinat. A Katolikus és az Ortodox Egyházak ideiglenes egyesülése.
- 1280: Nagy Szent Albert halála.
- 1295: Marco Polo megérkezik Velencébe.
- 1300. február 22.: VIII. Bonifác pápa kiadja az "Antiquorum fida relatio" bulláját, ami az első feljegyzett szentév kihirdetése.
- 1302. november 18.: VIII. Bonifác kiadja az "Unam sanctam" bullát.

### Késői középkor: A keresztény egység meggyengülésének kora a reformáció megindulásáig (1303-1517)
- 1303: II. Fülöp Ágost francia király elfogatja VIII. Bonifác pápát, aki nem sokkal később meghal.
- 1305: Francia befolyásra V. Kelemen pápa Rómából áttette székét Avignonba, ezzel megkezdődik a pápák ún. „avignoni fogsága”.
- 1311. október 16. – 1312. május 6.: A vienne-i egyetemes zsinat. IV. Fülöp francia király nyomására a zsinat feloszlatta a templomos lovagrendet.
- 1321: Dante Alighieri halála.
- 1328. május 26.: William Ockham elmenekül Avignonból, és nyíltan hirdetni kezdi a nominalizmus kezdetét megvető ismeretelméletét. Később XXII. János pápa kiközösíti, mivel eretnekséggel vádolta meg őt.
- 1365: John Wycliffe fellépése.
- 1370: V. Orbán pápa jóváhagyja Szent Brigitta rendjét.
- 1377: XI. Gergely pápa Sienai Szent Katalin hatására visszatér Rómába.
- 1378: VII. Kelemen ellenpápa megválasztása VI. Orbán pápával szemben. Megkezdődik a „nagy nyugati egyházszakadás” (1378-1417).
- 1384: Geert Groote, a devotio moderna elindítójának halála.
- 1387: A litvánok, Európában utolsóként, elfogadják a katolikus hitet.
- 1409: A pisai zsinaton még egy ellenpápát választanak V. Sándor néven, így 3 pápa lett az egyházban.

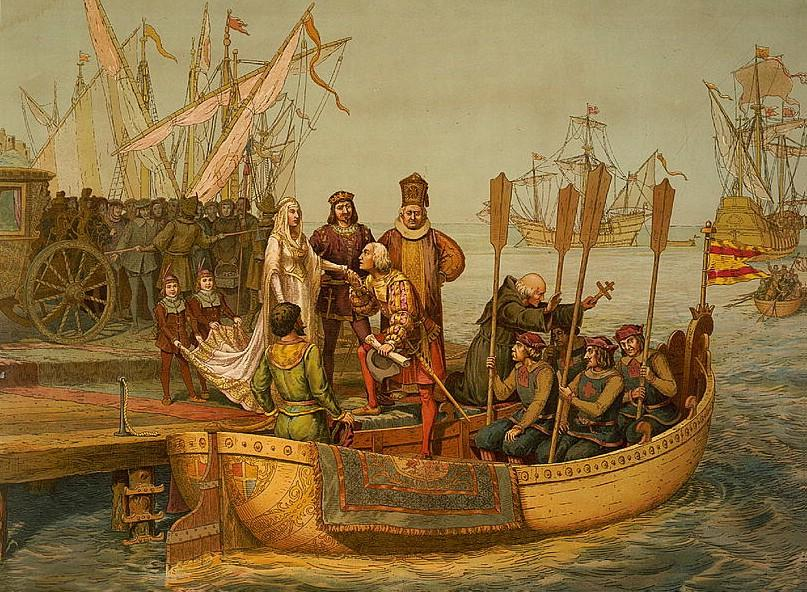
Kolombusz elindul az Újvilágba.

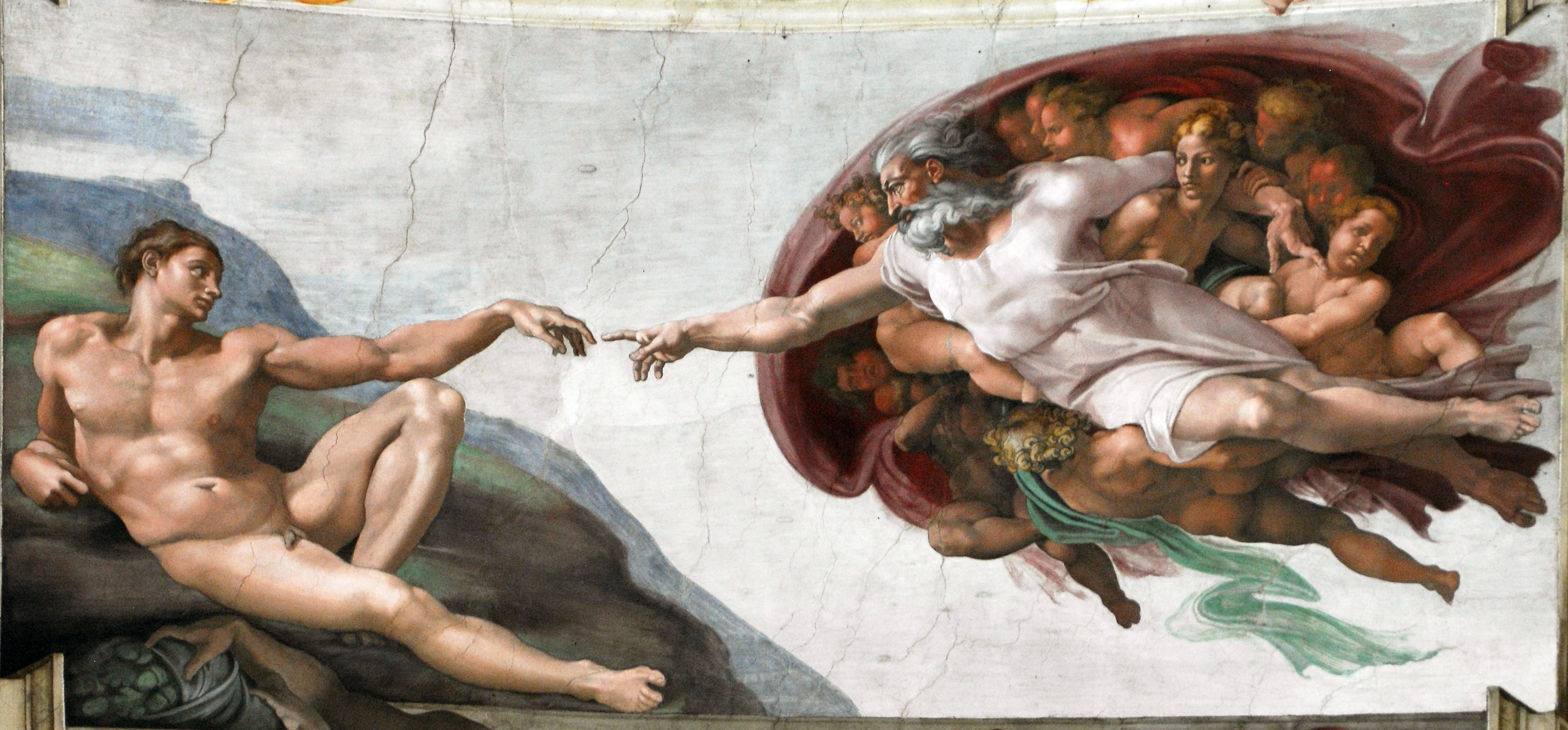
A Sixtus-kápolna mennyezetefreskójának részlete (Michelangelo Buonarroti).

- 1414. december 5. – 1418. április 22.: A konstanzi egyetemes zsinat. Az egyházszakadás megszüntetése, John Wycliff tanainak elítélése, és Husz János elítélése és kivégzése.
- 1420-1436: A huszita háborúk.
- 1431: Szent Johanna halála.
- 1431-1445: A Basel-Ferrara-Firenzei egyetemes zsinat. Kiegyezés a huszitákkal. Ideiglenes unió a görögkeleti egyházakkal, amely később alapjául fog szolgálni a Keleti Katolikus Egyház megszületésének.
- 1440: Sienai Szent Bernardin halála.
- 1440: Johannes Gutenberg befejezi a fából készült, mozgatható betűelemekkel használatos nyomdagépét.
- 1453. május 29.: Konstantinápolyt elfoglalják a törökök.
- 1456: Hunyadi János a Kapisztrán Szent János által vezetett keresztes seregek segítségével diadalt arat Nándorfehérvárnál a törökök felett.
- 1492: Kolumbusz Kristóf felfedezi az Újvilágot.
- 1464: Nicolaus Cusanus halála.
- 1471: Kempis Tamás halála.
- 1493: VI. Sándor pápa az Inter caetera divini bullájában az Újvilág feletti gyarmati hatalom legnagyobb részét Spanyolországnak ítélte.
- 1498: Az első misszionáriusok kikötnek Indiában. Girolamo Savonarola kivégzése.
- 1506. január 22.: Kaspar von Silenen és az első svájci zsoldosok kontingense belép a Vatikánba II. Gyula pápa idején. A Svájci Gárda megalapításának hagyományos dátuma.
- 1508: Michelangelo elkezdi festeni a Sixtus-kápolna mennyezetét.
- 1516: Morus Szent Tamás kiadja az "Utopia" című művét.

## Keresztény újkor

### Reformáció és katolikus megújulás (1517-1648)

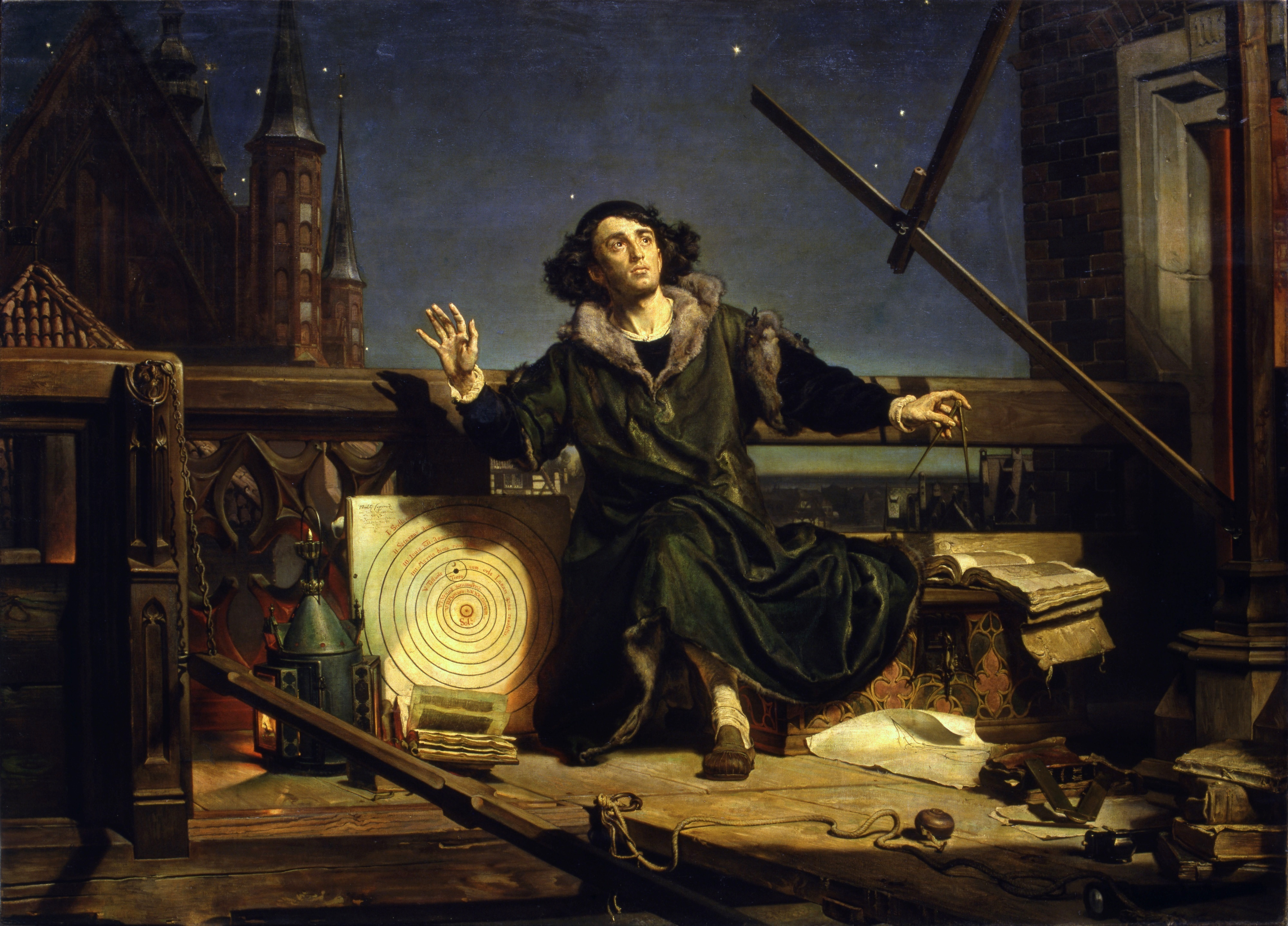
Kopernikusz (Jan Matejko)

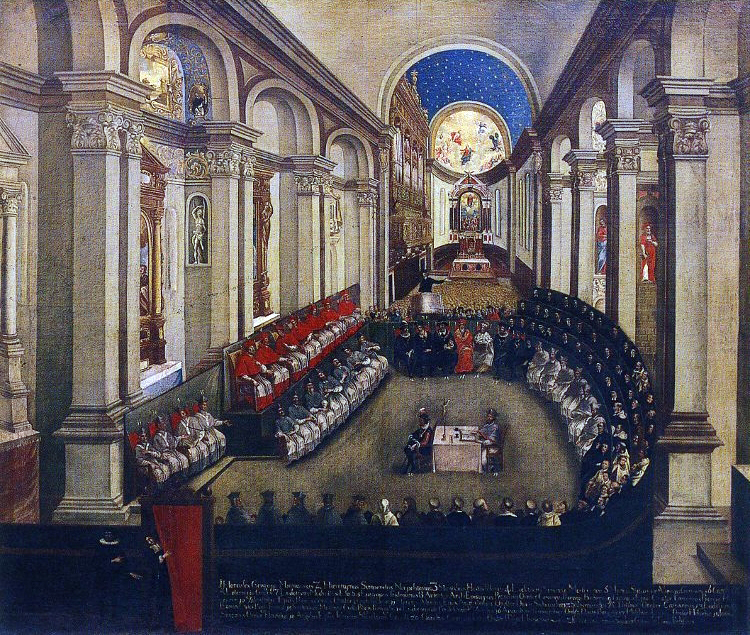
A Tridenti Zsinat.

- 1517. október 31.: Martin Luther 95 tétele a búcsúcédulák árusítása ellen, a reformáció kezdete.
- 1519: Hernán Cortés megkezdi Mexikóban az Azték Birodalom meghódítását.
- 1521. január 3.: Luthert kiközösíti X. Leó pápa a „Decet Romanum Pontificem” bullában.
- 1521: Az első katolikusok megkeresztelése a Fülöp-szigeteken.
- 1521. október 17.: X. Leó pápa a „Defensor fidei” (A hit védelmezője) címet adja VIII. Henrik angol királynak a Luther Mártonnal folytatott teológiai vitája elismeréseként, amely során a hét szentséget és a pápa főségét védte.
- 1522: Luther 11 hét alatt lefordítja görögről német nyelvre az Újszövetséget.
- 1525: Poroszország és Zürich bevezeti a reformációt. Luther házassága.
- 1527. május 6.: Róma feldúlása.
- 1527: Svédországban bevezetik a reformációt.
- 1529: A reformációt átvevő német rendek ünnepélyes tiltakozása, protestálása. A marburgi vita az úrvacsoráról.
- 1531: A protestáns hercegek schmalkaldeni szövetsége. Ulrich Zwingli halála.
- 1531: A Guadalupei Szűzanya megjelenik Juan Diegónak Mexikóban.
- 1532. november 16.: Francisco Pizarro elfogja Atahualpát, és ezzel meghódítja az Inka Birodalmat Peruban.
- 1534. augusztus 15.: Loyolai Szent Ignác és társai, köztük Xavéri Szent Ferenc találkozott a Párizshoz tartozó Montmartre-ban, hogy megalapítsák a hittérítő jezsuita rendet.
- 1534. október 30.: Az angol parlament elfogadta VIII. Henrik angol király „egyházfőségi rendeletét”, amely az angol királyt az Egyház legfőbb fejévé tette. Az anglikán egyházszakadás.
- 1535: Michelangelo elkezdi festeni az Utolsó ítéletet a Sixtus-kápolnában.
- 1535: A Münstert elfoglaló anabaptista vezetők kivégzése.
- 1536-1540: A szerzetesrendek feloszlatása Angliában, Walesben és Írországban. Fisher Szent János, Morus Szent Tamás és több mint száz katolikus szerzetes, pap és világi vértanúhalála.
- 1538. december 17.: III. Pál pápa kiközösíti VIII. Henrik angol királyt.
- 1540: III. Pál pápa jóváhagyja a jezsuita rendet.
- 1542. július 21.: III. Pál a „Licet ab initio” konstitúcióval létrehozza a hit tisztaságát védő Római és Egyetemes Inkvizíció Szent Kongregációját.
- 1543: Kopernikusz a heliocentrikus világképet kifejtő elméletéről szóló művének kiadása. A tudomány forradalmának kezdete.
- 1545. december 13. – 1563. december 4.: A Tridenti Egyetemes Zsinat III. Pál pápa, III. Gyula pápa és IV. Pius pápa alatt, amely a protestáns reformációra adott katolikus választ fogalmazza meg.
- 1546: Luther halála
- 1553: Szervét Mihály kivégzése Genfben.
- 1555: Az augsburgi vallásbéke.
- 1559, 1564: A Tiltott könyvek jegyzékének (Index librorum prohibitorum) első összeállítása.
- 1564: Kálvin halála.
- 1568: A tordai országgyűlés Európában elsőként mondta ki vallásszabadságot (a katolikus, a református, az evangélikus és az unitárius vallásra kiterjedően).
- 1570. július 14.: Szent V. Pius pápa a „Qui Primum” apostoli konstitúciójával kiadja és egyetemessé teszi a tridenti misét szabályozó misekönyvet.
- 1571. október 7.: A Szent Liga keresztény hajóhada megsemmisítő vereséget mér a törökökre a lepantói csatában.
- 1577: Avilai Szent Teréz megírja a Belső várkastélyt, ami a katolikus misztika klasszikus műve lesz.
- 1582. február 24.: XIII. Gergely pápa az Inter gravissimas bullájával megreformálja a Julianus-naptárt. Október 4-ét így október 15-e követte.
- 1582: Matteo Ricci jezsuita hittérítő Kínába érkezik. Borromei Szent Károly halála.
- 1589: A Moszkvai Patriarkátus megalakulása.
- 1593: Bellarmin Szent Róbert befejezi a Disputationes de controversiis christianae fidei című művét.
- 1589: Néri Szent Fülöp halála.
- 1596: A breszti unióval megszületik a görögkatolikus egyház.
- 1600: Giordano Bruno kivégzése.
- 1602: Az örmény katolikus egyház létrejötte.
- 1614: Tokugava Iejaszu betiltja a kereszténységet Japánban.
- 1616: Pázmány Péter esztergomi érsek lesz.
- 1622. április 19.: XV. Gergely pápa bíborossá kreálja Richelieu-t.
- 1626. november 18.: VIII. Orbán pápa ünnepélyesen felavatja az új Szent Péter Bazilikát.
- 1633: Galileo Galilei másodszor kerül az egyházi bíróság elé, ahol életfogytig tartó házi őrizetre ítélik.
- 1646: Az ungvári unió, a ruszin görögkatolikus egyház létrejötte.
- 1648: A vesztfáliai béke befejezi a harmincéves háborút, amely véget vet a vallásháborúknak, és utat nyit az abszolutizmusnak.

### Fejedelmi abszolutizmus és felvilágosodás (1648-1789)
- 1653: X. Ince pápa elítéli a janzenizmust.
- 1654: Claver Szent Péter, a „négerek apostolának” halála.
- 1655: Katolizál Krisztina svéd királynő, és lemond a trónjáról.
- 1660: Páli Szent Vince halála.
- 1674: Az első kínai apostoli vikáriátus felállítása. A kanadai Québecben püspökség létesül.
- 1675: Philipp Jacob Spener kiadja a "Pia Desideria" című művét: a pietizmus keletkezése.
- 1682: A francia papság általános gyűlése kibocsátja a pápa hatalmát erősen korlátozó, ún. "gallikán cikkelyeket" tartalmazó nyilatkozatát.
- 1683. szeptember 12.: A bécsi, vagy kahlenbergi csata. A Szent Liga döntő győzelmet arat az oszmán törökök felett. Ezzel megkezdődik a török hadak kiűzése Európából.
- 1685: XIV. Lajos francia király visszavonja a nantes-i ediktumot, hogy ezzel csökkentse a pápa népszerűségét. A hugenották jelentős része elhagyja Franciaországot.
- 1691: XII. Ince pápa állást foglal a nepotizmus és a simónia ellen.
- 1692: Kangshi kínai császár szabadságot ad a keresztényeknek.
- 1698: Gyulafehérváron a román ortodox papság egyesülése Rómával.Jezsuita szerzetes Brazíliában.

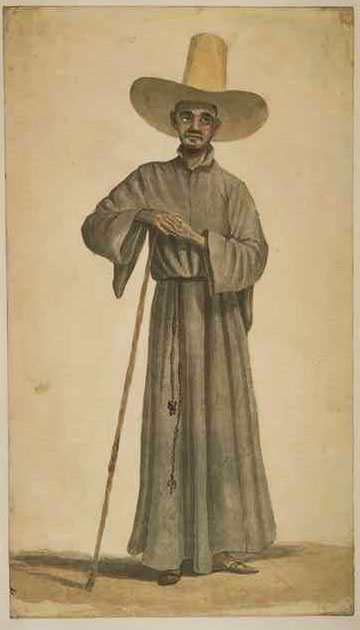
Jezsuita szerzetes Brazíliában.

- 1701: Szebasztei Mechitár örmény katolikus szerzetesrendet alapít.
- 1715: XI. Kelemen pápa elítéli a jezsuiták által bevezetett kínai szertartásokat, emiatt a császár kitiltja a keresztény misszionáriusokat Kínából (1721).
- 1717: Szabadkőműves nagypáholy alakulása Londonban.
- 1729: A metodista vallási mozgalom megindulása.
- 1732: Liguori Szent Alfonz megalapítja a redemptoristák kongregációját.
- 1738. április 28.: XII. Kelemen pápa az „In Eminenti” bullában kiközösítés terhe mellett megtiltja a katolikusoknak, hogy a szabadkőműves szervezetekhez csatlakozzanak, vagy akármi módon segítsék őket.
- 1741: A kopt katolikus egyház létrejötte.
- 1751: Megjelenik a francia Encyclopédie első kötete.
- 1759: A jezsuiták kiűzése Portugáliából, majd 1764-ben Franciaországból, 1767-ben Spanyolországból.
- 1769: XIV. Kelemen pápa megerősíti a passzionisták rendjét.
- 1771: A szír-káldokkal 1670-ben létesített, majd felbomlott unió helyreállítása.
- 1773: A jezsuita rend betiltása.
- 1782: II. József megkezdi a szerzetesrendek feloszlatását.
- 1789: Az Amerikai Egyesült Államok első püspökségének felállítása Baltimore-ban.

### A kapitalizmus kiteljesedése és az Egyház viszonylagos elszigetelődése (1789-1914)
- 1789: A francia polgári forradalom kitörése.
- 1789. november 2.: A francia egyházi vagyon államosítása.
- 1790. február 13.: A betegápoló és tanítórendek kivételével a szerzetesrendek feloszlatása.
- 1791: Angliában vallásszabadság engedélyezése a katolikusok számára.
- 1792: Az összes szerzetesrend felszámolása Franciaországban. Több száz katolikus pap meggyilkolása, majd 1793-ban a teljes kereszténység és az intézményes egyház megszüntetése.
- 1795: Franciaországban a jakobinus diktatúra bukása, a vallásszabadság kimondása, és az egyház és az állam szétválasztása.
- 1798: Róma francia megszállása, és VI. Piusz pápa fogságba hurcolása.
- 1800: A Sacré Cœur-apácák kongregációjának alapítása.
- 1801: VII. Piusz pápa konkordátuma Bonaparte Napóleon Első Konzullal, aki önkényesen 77 pontot csatol hozzá
- 1802. július 16.: a Katolikus Egyház újraalapítása Franciaországban.
- 1802-1803: Az egyházi birtokok szekularizációja a német területeken.
- 1804: I. Napóleon császárrá koronázása.
- 1809: Az Egyházi Állam megszüntetése, Napóleon kiközösítése, VII. Piusz fogságba hurcolása.
- 1814: VII. Piusz visszatér Rómába, helyreállítja a jezsuita rendet. A bécsi kongresszus visszaállítja az Egyházi Államot (1815).
- 1820: Hofbauer Szent Kelemen, „Bécs Apostolá”-nak halála. A jezsuiták kiűzése Oroszországból.
- 1832: XVI. Gergely pápa a „Mirari vos” kezdetű enciklikájában elítéli a katolikus liberalizmust, majd 1834-ben nyíltan elítéli Lamennais-t is.
- 1833: A Szent Vince-egyesület (vincések) alapítása.
- 1835: A pallottinusok rendjének megalapítása.
- 1845: John Henry Newman, az oxfordi mozgalom egyik vezére, katolizál.
- 1850: Az egyházi hierarchia helyreállítása Angliában.
- 1853: Argentínában a katolikus vallást államvallásnak ismerik el.
- 1854: A szeplőtelen fogantatás dogmájának kimondása.
- 1855: Mexikóban fokozódik a katolikus egyház elnyomása.
- 1860: Kína engedélyezi a szabad vallásgyakorlatot, és a misszionáriusok szabad tevékenységét.
- 1864: IX. Piusz pápa a „Quanta cura” kezdetű enciklikában és a Syllabus-jegyzékben elítéli a modernizmust.
- 1869. december 8.: IX. Piusz megnyitja az I. vatikáni zsinatot.
- 1870. július 18.: A zsinat 4. ülésén elfogadják a „Pastor Aeternus” dogmatikai konstitúciót, amely többek között kimondja a pápai tévedhetetlenség dogmáját.
- 1870: Róma elfoglalása, és az Egyházi Állam felszámolása. Az ókatolikus skizma keletkezése. A kultúrharc megindulása Németországban.
- 1872-1875: Számos egyházellenes törvény elfogadása Németországban, Ausztriában, Svájcban.
- 1875: Mexikóban az egyház és az állam szétválasztása. A verbiták megalakulása.
- 1879: A kultúrharc kezdete Franciaországban.
- 1888: Bosco Szent János halála.
- 1889: A Szentlélek-atyák megkezdik missziójukat Afrikában. A japán alkotmány biztosítja a vallásszabadságot.
- 1891. május 15.: XIII. Leó pápa kiadja a „Rerum novarum” kezdetű enciklikáját a munkások védelmében.
- 1895: XIII. Leó az egyesült koptok számára helyreállítja az Alexandriai Patriarchátust.
- 1896: XIII. Leó érvénytelennek nyilvánítja az anglikán papszenteléseket.
- 1897: Lisieux-i Szent Teréz halála.
- 1898: Secondo Pia első felvételei a torinói lepelről.
- 1899-1901: Bokszerlázadás és keresztényüldözés Kínában.
- 1904: X. Piusz pápa elrendeli az egyházjog kodifikációját. Franciaországban egyházellenes törvények hozása, majd 1905-ben az egyház és az állam szétválasztása.
- 1905: A Katolikus Akció megalapítása.
- 1907: Szent X. Piusz elítéli a modernizmust.
- 1911: Az egyház és az állam szétválasztása Portugáliában.

### Modern kor (1914-től 2000-ig)
- 1914: Az első világháború kitörése, amelyet november 1-jén XV. Benedek pápa élesen elítélt, majd közvetítést próbált meg Olaszország és az Osztrák–Magyar Monarchia között.
- 1917: Az Egyházi Törvénykönyv kihirdetése.
- 1918: A szovjet kormány kimondja az egyház és az állam szétválasztását.
- 1919: A Magyarországi Tanácsköztársaság alkotmánya kimondja az egyház és az állam szétválasztását. Az Országos Vallásügyi Likvidáló Bizottság felállítása.
- 1922-1925: A Katolikus Akció felállítása több európai országban.
- 1926: XI. Piusz pápa hat kínai papot püspökké szentel. Mexikóban megindul a katolikus vallás üldözése, melynek folyamán 1935-ig 5300-an áldozzák fel életüket.
- 1928. október 2.: Szent Josemaría Escrivá megalapítja az Opus Dei-t.
- 1929. február 11.: A Lateráni egyezmény megkötése, a Vatikán városállam megalakulása.
- 1930: XI. Piusz „Casti connubii” körlevele a keresztény házasságról.
- 1931. február 12.: Guglielmo Marconi közreműködésével létrejön a Vatikáni Rádió.
- 1933. július 20.: Vatikáni konkordátum a hitleri Németországgal és Ausztriával.
- 1936: A Pápai Tudományos Akadémia megalapítása.
- 1937: XI. Piusz pápa két körlevelében elítéli a német nemzetiszocializmust, illetve a kommunista világnézetet.
- 1938: Szent István év

Szent Jobb körmenet a Bécsi kapunál

- 1939: XII. Piusz pápa felszenteli az első feketebőrű püspököt. A második világháború kitörése, a Vatikán semlegességet hirdet.
- 1941: A munkáspapi mozgalom megindulása Franciaországban. Szent Maximilian Kolbe minorita atya halála Auschwitzban.
- 1942: Amerikai püspökök létrehozzák a Hadi segélyszolgálat nevű szervezetet (a későbbi Katolikus segélyszolgálat), amely 1963-ig 1,25 milliárd dollárt oszt szét 62 országban.
- 1942-1944: Katolikus tiltakozások a zsidók üldözése ellen. XII. Piusz pápa karácsonyi beszédében szólal fel a faji vagy nemzeti üldözések ellen, Serédi Jusztinián, Angelo Rotta és más püspökök körlevelekben és egyéb formában tiltakoztak a fajüldözés ellen.
- 1945: Israel Zolli római főrabbi katolizál, a zsidók százait megmentő pápa iránti tisztelete jeléül az Eugenio keresztnevet választja.
- 1946: A rendes egyházi hierarchia felállítása Kínában.
- 1949: Mindszenty József bíboros pere.
- 1950: Mária mennybevételének dogmaként való kimondása.
- 1950-1955: A rendes egyházi hierarchia felállítása Nyugat-, Kelet-, és Francia-Afrikában.
- 1957: Kínában megindul a Rómától független kínai nemzeti egyház megszervezése.
- 1958: XXIII. János pápa uralkodásának kezdete.
- 1961: John F. Kennedy-t választják az Amerikai Egyesült Államok elnökének. Az első (és egyetlen) katolikus amerikai elnök. XXIII. János meghirdeti a II. vatikáni zsinat összehívását; fölveszi a közvetlen kapcsolatot a Szovjetunióval. Indonéziában feláll a rendes egyházi hierarchia.
- 1962. október 11.: XXIII. János pápa megnyitja a II. vatikáni zsinatot. A Szentszék Dél-Koreában felállítja a rendes egyházi hierarchiát.
- 1963. április 11.: XXIII. János pápa kiadja Pacem in terris kezdetű enciklikáját.
- 1963: Montini bíborost pápává választják, és a VI. Pál nevet veszi fel.
- 1965: A Holland Katekizmus megjelenése.
- 1965. december 7.: Közös katolikus-ortodox nyilatkozat, amelyben kölcsönösen feloldják Róma és Konstantinápoly közötti 1054-es kiközösítést.
- 1965. december 8.: VI. Pál ünnepélyesen bezárja a II. vatikáni zsinatot, amely az egyház korszerűsítése végett számos változást hozott az egyházi életben, beleértve az ökumenizmust, a vallásszabadságot, a bűnbánati, böjti és más vallási gyakorlat szabályozását; kifejezte szándékát a liturgia megújításáról, mely során engedélyezte a népnyelv használatát a latin mellett.
- 1968: VI. Pál pápa „Humanae vitae” kezdetű enciklikája a családról és a családtervezésről.
- 1970. március 26.: A Bugnini érsek által vezetett Liturgikus Bizottság az Istentiszteleti Kongregáción keresztül kiadja a megújított Római Misekönyvet, amellyel az egyház történetének legnagyobb mértékű liturgiareformját hajtották végre, aminek használatát több tradicionális katolikus és szerzetesrend megtagadja.
- 1973: Svájcban megszüntetik az utolsó egyházellenes törvényeket.
- 1978. augusztus 26.: I. János Pál pápa 33 napos uralkodásának kezdete.
- 1978. október 16.: Karol Woytila bíborost pápává választják, aki a II. János Pál nevet veszi fel.
- 1981. május 13.: Egy török férfi, Mehmet Ali Ağca – valószínűleg a KGB megrendelésére – merényletet kísérelt meg II. János Pál ellen, és súlyosan megsebesítette.
- 1988. június 30.: Marcel Lefebvre érsek a svájci Ecône-ban pápai engedély nélkül szentel fel püspökké 4 papot. II. János Pál pápa ezt önmagától beálló kiközösítéssel járó tettnek értékeli, amellyel létrejön a Szentszék és a Szent X. Piusz Társaság közötti skizma.
- 1991. december 31.: A Szovjetunió hivatalosan felbomlik, és az egyház elnyomása megszűnik.
- 1992: A Katolikus Egyház Katekizmusának első kiadása francia nyelven.
- 1994: II. János Pál az „Ordinatio Sacerdotalis” kezdetű apostoli levelében megerősíti a nők pappá szentelésének lehetetlenségét.
- 1999. október 31.: Katolikus-evangélikus közös nyilatkozat aláírása Augsburgban a megigazulásról.

### 21. század
- 2002. január 18.: John Geoghant, egy korábbi katolikus papot 10 év börtönbüntetésre ítélnek gyermekmolesztálásért. Az Egyesült Államokban több per is indult papok ellen, akiket pedofiliával vádoltak.
- 2005. április 2.: II. János Pál hosszú betegség után elhunyt. Temetését szinte a világ összes médiája közvetíti, és katolikus zarándokok milliói indulnak Rómába, hogy leróják tiszteletüket sírja előtt.
- 2005. április 19.: A Hittani Kongregáció prefektusát, a német nemzetiségű Joseph Ratzinger bíborost választják meg pápának, aki a XVI. Benedek nevet veszi fel. Az új pápa címerében a tiara helyett a püspöki infulát használja, és lemond a pápák egyik évszázados címéről, a Nyugat patriarchája titulusról.
- 2007. július 7.: XVI. Benedek pápa kiadja a „Summorum pontificum” kezdetű motu propriot, amellyel minden pap számára engedélyezi az 1970-es liturgikus reform előtti 1962-es Misekönyv és breviárium használatát.

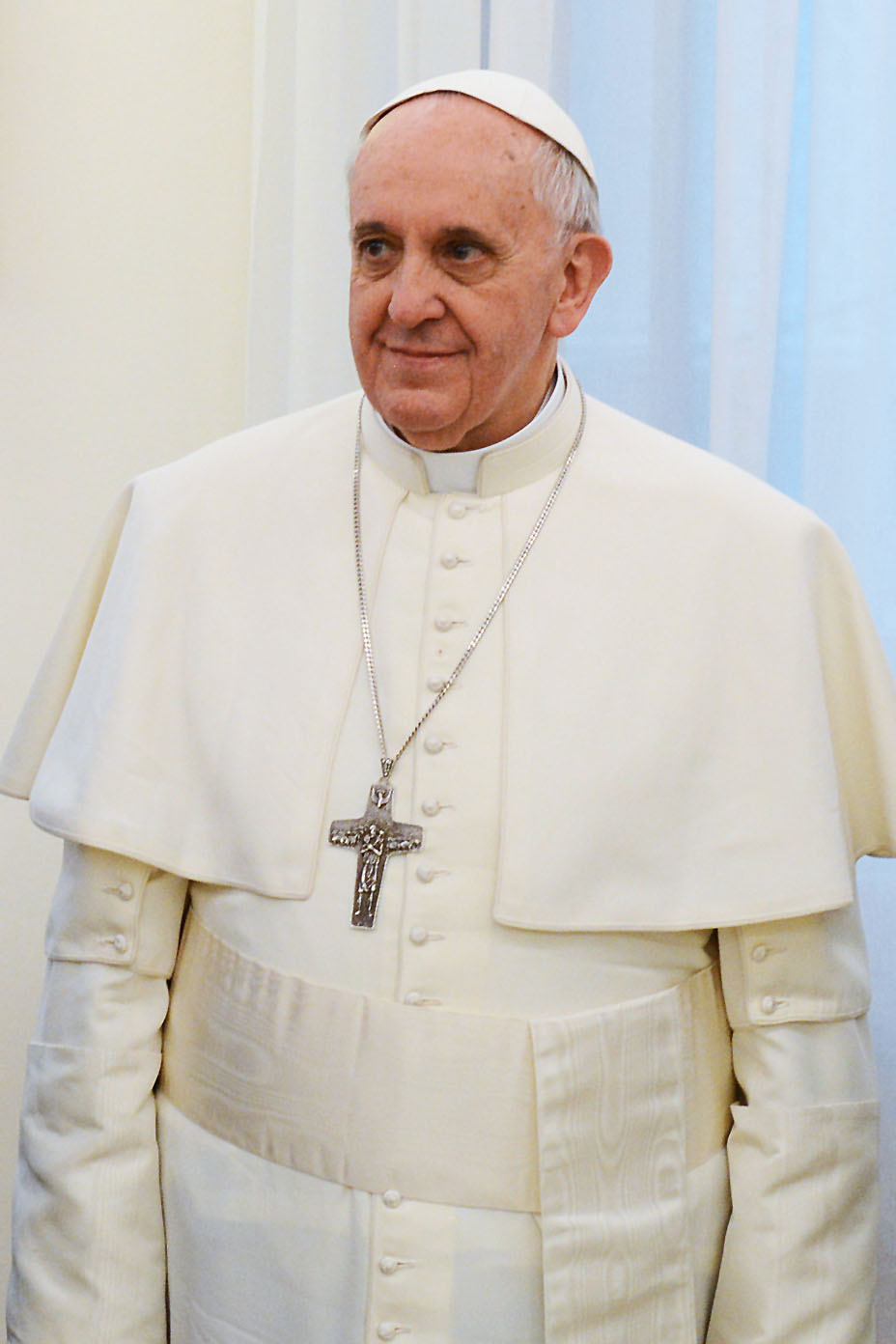
Ferenc pápa

- 2009. január 21.: Az Egyház feloldja a Marcel Lefebvre érsek által felszentelt 4 püspököt sújtó kiközösítést. Az egység a Szt. X. Pius Papi Testvériséggel azonban nem jön létre.
- 2009. november 4.: XVI. Benedek pápa kiadja az Anglicanorum coetibus kezdetű apostoli konstitúciót, mellyel az anglikán közösségből a katolikus egyházba visszatérő papság és hívek számára Személyi ordinariátust állít fel.
- 2013. február 28.: XVI. Benedek pápa egészségi okokra hivatkozva lemond tisztségéről.
- 2013. március 13.: Jorge Mario Bergogliót, Buenos Aires jezsuita érsekét választják meg pápának, aki a Ferenc nevet veszi fel.
- 2015. december 8-án, a szeplőtelen fogantatás ünnepén, a II. vatikáni zsinat befejezésének 50. évfordulóján a Szent Péter-bazilika szent kapujának (Porta Santa) megnyitásával megkezdődött az irgalmasság rendkívüli szentéve, mely a 30. szentév a római katolikus egyház történetében.
- 2016. február 12.: Ferenc pápa és Kirill moszkvai pátriárka történelmi jelentőségű havannai találkozóján közös nyilatkozatot ad ki a két egyházfő. Az 1054-es nagy egyházszakadás óta ez az első alkalom, hogy a római katolikus egyház és az orosz ortodox egyház vezetője tárgyalóasztalhoz ült.